# Лежен, Адриен Феликс
Адриен Феликс Лежен (фр. Adrien Félix Lejeune; 3 июня 1847, Баньоле — 9 января 1942, Новосибирск) — участник Парижской коммуны (1871), умерший последним в середине XX века.

## Биография
Участник последних боев коммунаров 18 марта 1871 года. Был арестован и приговорён к пяти годам тюремного заключения. После освобождения вступил в Объединённую социалистическую партию, а в 1922 году — в Коммунистическую партию Франции.
В 1930 году Лежен попросил политического убежища у правительства СССР (чтобы остаток жизни провести в идеальном обществе) и оно было ему предоставлено с полным пенсионным и медицинским обеспечением. Жил в санаториях в европейской части СССР (Барвиха и т. д.). После начала Великой Отечественной войны, 25 октября 1941 года был эвакуирован в Новосибирск, где и скончался 9 января 1942 года. Последние три месяца жизни провёл в гостинице «Центральная» (улица Ленина, д. 3).
Был погребён на Заельцовском кладбище, в 1946 году прах Лежена был перенесён в Сквер Героев Революции (Мемориальный сквер Павших в годы Гражданской войны), к востоку от братской могилы 104-х погибших от рук колчаковцев заключённых. В мае 1971 года, по просьбе Коммунистической партии Франции, прах Адриена Лежена был переправлен в Париж и перезахоронен у стены Коммунаров на кладбище Пер-Лашез в рамках празднования столетия Парижской Коммуны.

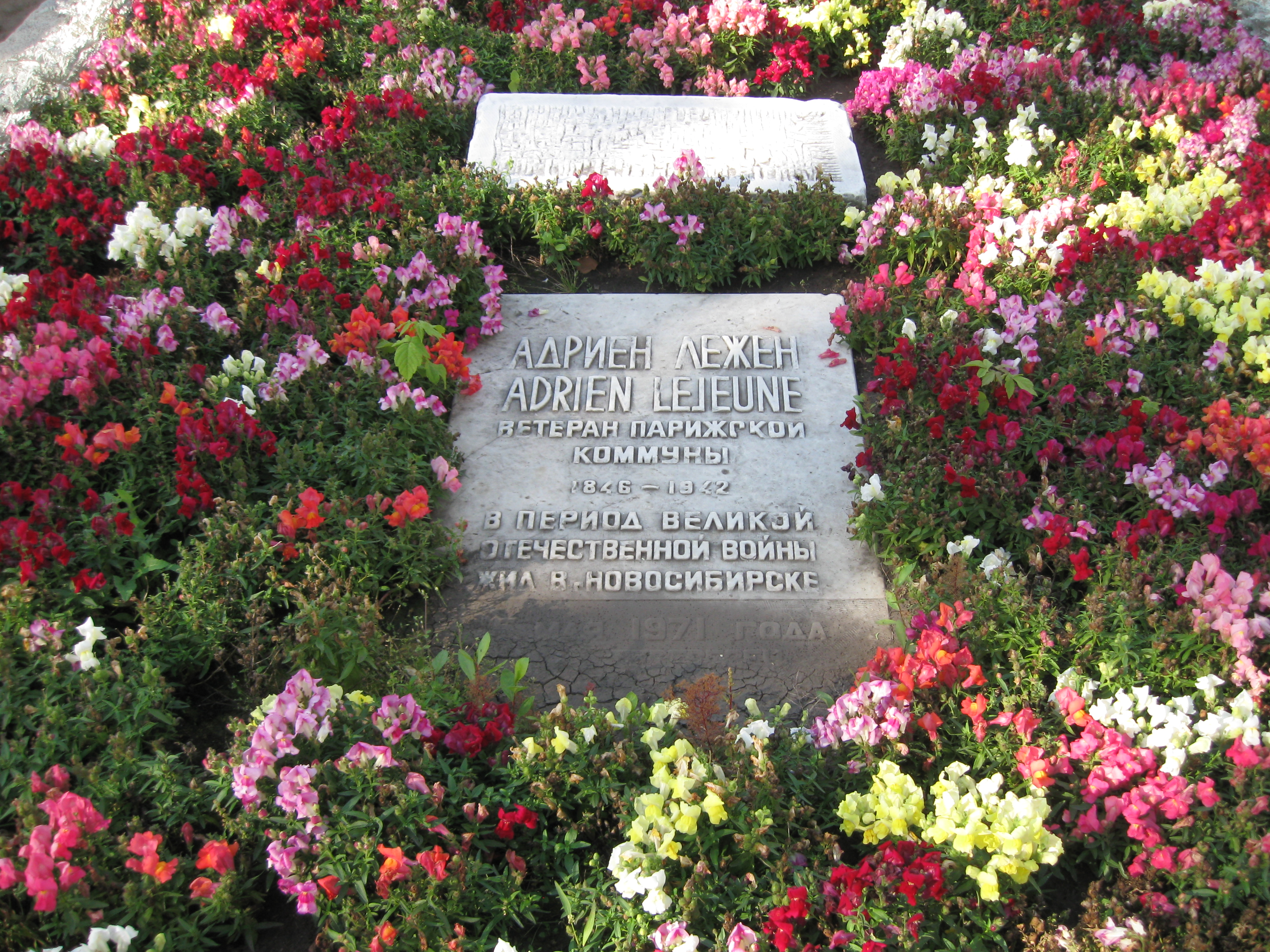
Мемориальная плита на месте прежнего захоронения Лежена в Сквере Героев Революции в Новосибирске

В Новосибирске на месте прежнего захоронения Лежена положена мемориальная плита.

## Память
В честь Адриена Лежена в Новосибирске названа улица.
Портрет Адриена Лежена работы К. Н. Редько (1940) находится в Новосибирском государственном художественном музее.